# Slalomeuropamästerskapen i kanotsport 2024
Slalomeuropamästerskapen i kanotsport 2024 arrangerades mellan den 15 och 19 maj 2024 i Tacen i Slovenien. Det var den 25:e upplagan av slalomeuropamästerskapen i kanotsport. Det var den tredje gången Tacen var värd för mästerskapet efter att tidigare varit värd 2005 och 2017.

## Medaljörer

### Herrar

#### Kanot
| Gren   | Guld                                                  | Guld   | Silver                                              | Silver | Brons                                                   | Brons  |
| C1     | Žiga Lin Hočevar · Slovenien                          | 90,32  | Luka Božič · Slovenien                              | 91,16  | Benjamin Savšek · Slovenien                             | 91,39  |
| C1 lag | Slovenien Benjamin Savšek Luka Božič Žiga Lin Hočevar | 104,95 | Tjeckien Jiří Prskavec Lukáš Rohan Václav Chaloupka | 105,18 | Slovakien Matej Beňuš Michal Martikán Marko Mirgorodský | 106,31 |

#### Kajak
| Gren                   | Guld                                            | Guld                           | Silver                                                     | Silver               | Brons                                                        | Brons                    |
| K1                     | Giovanni De Gennaro · Italien                   | 86,56                          | Mario Leitner · Österrike                                  | 89,52                | Gelindo Chiarello · Schweiz                                  | 90,43                    |
| K1 lag                 | Tjeckien Jiří Prskavec Vít Přindiš Jakub Krejčí | 105,17                         | Österrike Felix Oschmautz Mario Leitner Moritz Kremslehner | 109,52               | Frankrike Titouan Castryck Anatole Delassus Vincent Delahaye | 109,86                   |
| Individuell kajakcross | Vít Přindiš · Tjeckien                          | 49,21                          | Jonny Dickson · Storbritannien                             | 50,16                | Martin Dougoud · Schweiz                                     | 50,87                    |
| Kajakcross             | Joseph Clarke · Storbritannien                  | Joseph Clarke · Storbritannien | Jan Rohrer · Schweiz                                       | Jan Rohrer · Schweiz | David Llorente · Spanien                                     | David Llorente · Spanien |

### Damer

#### Kanot
| Gren   | Guld                                                      | Guld   | Silver                                             | Silver | Brons                                                        | Brons  |
| C1     | Andrea Herzog · Tyskland                                  | 101,24 | Gabriela Satková · Tjeckien                        | 105,04 | Marjorie Delassus · Frankrike                                | 107,76 |
| C1 lag | Tjeckien Tereza Kneblová Gabriela Satková Martina Satková | 119,61 | Slovenien Eva Alina Hočevar Lea Novak Alja Kozorog | 127,73 | Storbritannien Mallory Franklin Kimberley Woods Ellis Miller | 128,25 |

#### Kajak
| Gren                   | Guld                                               | Guld                 | Silver                                               | Silver                      | Brons                                                      | Brons                            |
| K1                     | Klaudia Zwolińska · Polen                          | 95,77                | Zuzana Paňková · Slovakien                           | 100,72                      | Mallory Franklin · Storbritannien                          | 102,30                           |
| K1 lag                 | Slovenien Eva Terčelj Eva Alina Hočevar Ajda Novak | 124,55               | Frankrike Camille Prigent Emma Vuitton Coline Charel | 131,82                      | Tjeckien Antonie Galušková Kateřina Beková Tereza Fišerová | 133,77                           |
| Individuell kajakcross | Alena Marx · Schweiz                               | 56,37                | Klaudia Zwolińska · Polen                            | 56,59                       | Camille Prigent · Frankrike                                | 57,05                            |
| Kajakcross             | Alena Marx · Schweiz                               | Alena Marx · Schweiz | Camille Prigent · Frankrike                          | Camille Prigent · Frankrike | Nikita Setchell · Storbritannien                           | Nikita Setchell · Storbritannien |

## Medaljtabell
*   Värdland ( Slovenien)
| Nr                   | Nation               | Guld | Silver | Brons | Totalt |
| -------------------- | -------------------- | ---- | ------ | ----- | ------ |
| 1                    | Slovenien*           | 3    | 2      | 1     | 6      |
| 1                    | Tjeckien             | 3    | 2      | 1     | 6      |
| 3                    | Schweiz              | 2    | 1      | 2     | 5      |
| 4                    | Storbritannien       | 1    | 1      | 3     | 5      |
| 5                    | Polen                | 1    | 1      | 0     | 2      |
| 6                    | Italien              | 1    | 0      | 0     | 1      |
| 6                    | Tyskland             | 1    | 0      | 0     | 1      |
| 8                    | Frankrike            | 0    | 2      | 3     | 5      |
| 9                    | Österrike            | 0    | 2      | 0     | 2      |
| 10                   | Slovakien            | 0    | 1      | 1     | 2      |
| 11                   | Spanien              | 0    | 0      | 1     | 1      |
| Totalt (11 nationer) | Totalt (11 nationer) | 12   | 12     | 12    | 36     |